# Калинка (Хабаровский край)
Кали́нка — село в Хабаровском районе Хабаровского края. Входит в Сергеевское сельское поселение.
Бывший авиационный гарнизон Дальневосточного военного округа, до строительства аэродрома был леспромхоз.

## География
Село Калинка стоит вблизи левого берега реки Сита.
Село Калинка расположено на автодороге, соединяющей сёла Сергеевка и Лесное.
Расстояние до автотрассы Хабаровск — Комсомольск-на-Амуре (в селе Сергеевка) около 5 км на север.

## История
В 1963 г. Указом Президиума ВС РСФСР поселок десятого участка переименован в Калинку.

## Население
| 2002 | 2010  | 2011  | 2012  | 2021  |
| ---- | ----- | ----- | ----- | ----- |
| 2756 | ↘2216 | ↗2224 | ↗2279 | ↘1880 |

## Инфраструктура
- После расформирования гарнизона в 1998 году село превратилось в «спальный пригород» Хабаровска, градообразующего предприятия нет.
- В окрестностях села Калинка находится бывший военный аэродром «10-й участок», с 2010 года в военных целях не используется. На сегодняшний день на аэродроме базируется: Общероссийская общественно-государственная организация «Добровольное общество содействия армии, авиации и флоту России», МОО «Федерация авиационного спорта Дальнего Востока», «ЧелАвиа-Восток», представительство Хабаровского краевого регионального отделения АОПА-Россия.
- Жилой фонд села состоит преимущественно из пятиэтажных домов.
- От хабаровского автовокзала ходит пригородный автобусный маршрут № 106.